# Ösmo distrikt
Ösmo distrikt är ett distrikt i Nynäshamns kommun och Stockholms län. 
Distriktet ligger norr, väster och söder om Nynäshamn. 

## Tidigare administrativ tillhörighet
Distriktet inrättades 2016 och utgörs av socknen Ösmo i Nynäshamns kommun.
Området motsvarar den omfattning Ösmo församling hade vid årsskiftet 1999/2000.